# Класи Бера
Класи Бера — множини дійснозначних функцій, означені індуктивно, введені Рене-Луі Бером в 1899 році.

## Означення
Надалі розглядаємо функції {\displaystyle f:A\rightarrow R}, де {\displaystyle A} — метричний простір.
- До класу Бера 0 відносяться всі неперервні функції.
- До класу Бера 1 відносяться всі розривні функції, які є поточковою границею послідовності неперервних функцій.
- До класу Бера n > 0 відносять функції, які не належать жодному класу Бера m < n, але які можна подати як поточкову границю послідовності функцій класів m < n.

Нумерація класів Бера не обмежується натуральними числами, і може бути продовжена за допомогою трансфінітних чисел.

## Властивості
Надалі {\displaystyle \alpha } — порядкове число.
- Лінійна комбінація, добуток та частка[сумнівно — обговорити] функцій з класу Бера з номером не вище ніж {\displaystyle \alpha } теж належать до класу Бера з номером не вище ніж {\displaystyle \alpha }.
- Рівномірно збіжна послідовність функцій з класів з номером не більше ніж {\displaystyle \alpha } має границю з класу Бера з номером не більше ніж {\displaystyle \alpha }.
- Похідна довільної диференційовної функції належить або класу Бера 0 або класу Бера 1.
- Функція Діріхле належить до класу Бера 2.
- Кожен клас Бера — непорожній.
- Існують функції, що не належать до жодного класу Бера.
- Множина берівських функцій (множина функцій, що належать до якогось класу Бера) збігається з множиною Борелівських функцій.
- Всі берівські функції вимірні.
- Кожна вимірна функція (за Лебегом) еквівалентна (тобто відрізняється на множині міри нуль) функції з класу Бера не вище ніж 2.
- Розривна функція належить до першого класу Бера тоді й лише тоді, коли вона має точку неперервності на кожній досконалій множині.